# Giovani Lo Celso
Giovani Lo Celso (sinh ngày 9 tháng 4 năm 1996) là một cầu thủ bóng đá chuyên nghiệp người Argentina hiện đang thi đấu ở vị trí tiền vệ cho câu lạc bộ La Liga Real Betis và đội tuyển bóng đá quốc gia Argentina.

## Sự nghiệp câu lạc bộ

### Rosario Central
Lo Celso là sản phẩm của lò đào tạo Rosario Central. Anh có trận đấu chính thức đầu tiên vào ngày 19 tháng 7 năm 2015 trước Vélez Sarsfield. Vào ngày 28 tháng 2 năm 2016, Lo Celso ghi bàn thắng đầu tiên của mình cho Rosario Central trong trận thắng 30- trước Colón.

### Paris Saint-Germain
Vào ngày 26 tháng 7 năm 2016, Lo Celso gia nhập Paris Saint-Germain với bản hợp đồng 5 năm cho đến năm 2021, với khoản phí 8,5 triệu bảng Anh. Anh vẫn ở lại chơi cho Rosario Central cho đến ngày 31 tháng 12 năm 2016. Anh ra mắt câu lạc bộ vào ngày 5 tháng 4 năm 2017 trong trận tứ kết cúp bóng đá Pháp trước US Avranches. Anh thay thế Adrien Rabiot trong phút thứ 63.
Lo Celso đã kiến tạo cho Dani Alves ghi bàn tại trận đấu UEFA Champions League trước Celtic FC để nâng tỉ số lên 7-1. Anh ghi bàn thắng đầu tiên cho PSG trong trận thắng 3–2 ở cúp Liên đoàn bóng đá Pháp trước Rennes vào ngày 30 tháng 1 năm 2018.
Vào ngày 8 tháng 5 năm 2018, anh ghi bàn nâng tỉ số lên 2-0 cho PSG trước Les Herbiers VF để vô địch cúp bóng đá Pháp 2017–18.

### Real Betis
Vào ngày 31 tháng 8 năm 2018, Lo Celso gia nhập câu lạc bộ La Liga Real Betis theo dạng cho mượn 1 năm với lựa chọn mua đứt. Betis đã mua đứt anh vào ngày 16 tháng 4 năm 2019. Lo Celso đã có 46 lần ra sân trên mọi đấu trường và đã ghi 17 bàn thắng.

### Tottenham Hotspur
Vào ngày 8 tháng 8 năm 2019, Lo Celso ký hợp đồng với Tottenham Hotspur theo dạng cho mượn một năm với điều khoản mua đứt. Anh ra mắt Tottenham khi vào sân từ ghế dự bị ở trận đấu Premier League trước Manchester City có tỉ số 2–2.
Vào ngày 28 tháng 1 năm 2020, Tottenham chính thức mua đứt Lo Celso từ Real Betis. Bản hợp đồng có thời hạn đến năm 2025.

## Thống kê sự nghiệp

### Câu lạc bộ
Tính đến ngày 14 tháng 5 năm 2024 
| Câu lạc bộ          | Mùa giải            | Giải đấu            | Giải đấu | Giải đấu | Cúp quốc gia | Cúp quốc gia | Cúp liên đoàn | Cúp liên đoàn | Châu lục | Châu lục | Khác | Khác | Tổng cộng | Tổng cộng |
| Câu lạc bộ          | Mùa giải            | Hạng                | Trận     | Bàn      | Trận         | Bàn          | Trận          | Bàn           | Trận     | Bàn      | Trận | Bàn  | Trận      | Bàn       |
| ------------------- | ------------------- | ------------------- | -------- | -------- | ------------ | ------------ | ------------- | ------------- | -------- | -------- | ---- | ---- | --------- | --------- |
| Rosario Central     | 2014                | Primera División    | 0        | 0        | 0            | 0            | —             | —             | —        | —        | —    | —    | 0         | 0         |
| Rosario Central     | 2015                | Primera División    | 13       | 0        | 3            | 0            | —             | —             | —        | —        | —    | —    | 16        | 0         |
| Rosario Central     | 2016                | Primera División    | 14       | 2        | 1            | 0            | —             | —             | 9        | 0        | —    | —    | 24        | 2         |
| Rosario Central     | 2016–17 (mượn)      | Primera División    | 9        | 1        | 5            | 0            | —             | —             | —        | —        | —    | —    | 14        | 1         |
| Rosario Central     | Tổng cộng           | Tổng cộng           | 36       | 3        | 9            | 0            | —             | —             | 9        | 0        | —    | —    | 54        | 3         |
| Paris Saint-Germain | 2016–17             | Ligue 1             | 4        | 0        | 1            | 0            | 0             | 0             | 0        | 0        | —    | —    | 5         | 0         |
| Paris Saint-Germain | 2017–18             | Ligue 1             | 33       | 4        | 4            | 1            | 4             | 1             | 7        | 0        | 0    | 0    | 48        | 6         |
| Paris Saint-Germain | 2018–19             | Ligue 1             | 1        | 0        | 0            | 0            | 0             | 0             | 0        | 0        | 0    | 0    | 1         | 0         |
| Paris Saint-Germain | Tổng cộng           | Tổng cộng           | 38       | 4        | 5            | 1            | 4             | 1             | 7        | 0        | 0    | 0    | 54        | 6         |
| Betis (mượn)        | 2018–19             | La Liga             | 32       | 9        | 6            | 2            | —             | —             | 7        | 5        | —    | —    | 45        | 16        |
| Betis (mượn)        | Tổng cộng           | Tổng cộng           | 32       | 9        | 6            | 2            | 0             | 0             | 7        | 5        | 0    | 0    | 45        | 16        |
| Tottenham Hotspur   | 2019–20             | Premier League      | 28       | 0        | 4            | 1            | 0             | 0             | 5        | 1        | —    | —    | 37        | 2         |
| Tottenham Hotspur   | 2020–21             | Premier League      | 18       | 1        | 0            | 0            | 1             | 0             | 9        | 4        | —    | —    | 28        | 5         |
| Tottenham Hotspur   | 2021–22             | Premier League      | 9        | 0        | 1            | 0            | 4             | 0             | 5        | 2        | —    | —    | 19        | 2         |
| Tottenham Hotspur   | 2023–24             | Premier League      | 22       | 2        | 1            | 0            | 1             | 0             | —        | —        | —    | —    | 24        | 2         |
| Tottenham Hotspur   | Tổng cộng           | Tổng cộng           | 77       | 3        | 6            | 2            | 6             | 0             | 19       | 7        | —    | —    | 108       | 11        |
| Tổng cộng sự nghiệp | Tổng cộng sự nghiệp | Tổng cộng sự nghiệp | 38       | 3        | 0            | 0            | —             | —             | 13       | 0        | —    | —    | 51        | 3         |

### Quốc tế
Tính đến ngày 14 tháng 7 năm 2024
| Đội tuyển quốc gia | Năm       | Trận | Bàn |
| ------------------ | --------- | ---- | --- |
| Argentina          | 2017      | 2    | 0   |
| Argentina          | 2018      | 8    | 1   |
| Argentina          | 2019      | 11   | 1   |
| Argentina          | 2020      | 2    | 0   |
| Argentina          | 2021      | 13   | 0   |
| Argentina          | 2022      | 5    | 0   |
| Argentina          | 2023      | 7    | 0   |
| Argentina          | 2024      | 9    | 1   |
| Tổng cộng          | Tổng cộng | 57   | 3   |

#### Bàn thắng quốc tế
| #  | Ngày                | Địa điểm                                           | Đối thủ     | Bàn thắng | Kết quả | Giải đấu          |
| -- | ------------------- | -------------------------------------------------- | ----------- | --------- | ------- | ----------------- |
| 1. | 7 tháng 9 năm 2018  | Los Angeles Memorial Coliseum, Los Angeles, Hoa Kỳ | Guatemala   | 2–0       | 3–0     | Giao hữu          |
| 2. | 28 tháng 6 năm 2019 | Sân vận động Maracanã, Rio de Janeiro, Brasil      | Venezuela   | 2–0       | 2–0     | Copa América 2019 |
| 3. | 22 tháng 3 năm 2024 | Lincoln Financial Field, Philadelphia, Hoa Kỳ      | El Salvador | 3–0       | 3–0     | Giao hữu          |

## Danh hiệu
Paris Saint-Germain
- Ligue 1: 2017–18[15]
- Cúp bóng đá Pháp: 2016–17, 2017–18[16]
- Cúp Liên đoàn bóng đá Pháp: 2017–18
- Siêu cúp bóng đá Pháp: 2017, 2018[17]

Argentina
- Copa América: 2021, 2024
- Siêu cúp Liên lục địa CONMEBOL–UEFA: 2022